# 平木明敏
平木 明敏（ひらき あきとし、1961年3月2日 - ）は、日本の実業家。技術者。
日立金属（現：プロテリアル）の取締役代表執行役社長などを務めていたが、社長就任前から製品の検査結果の改竄等の不正を行っており、問題発覚後辞任した。

## 来歴
兵庫県出身。父は大阪大学の教授。幼少期にアメリカ合衆国で過ごし国語が苦手だったので大阪大学工学部に進学し、大阪大学体育会準硬式野球部に入部した。1985年大阪大学大学院工学研究科金属材料工学科修士課程修了、日立金属入社。2003年高知工科大学大学院工学研究科起業家コース博士後期課程修了、博士（工学）。
2008年日立設備エンジニアリング代表取締役社長。2010年日立金属事業役員。2012年日立金属事業役員常務。2015年日立金属取締役代表執行役常務。
2017年から日立金属取締役代表執行役社長を務めたが、2019年には業績悪化のため日立金属取締役副会長に異動となった。さらに、日立金属による調査報告書によると、担当者時代から製品の検査結果書き換えなどの不正を行っており、2020年に問題が発覚すると引責辞任した。